# Развенчание мифа о геноциде
«Развенчание мифа о геноциде. Исследование нацистских концентрационных лагерей и предполагаемого уничтожения европейских евреев» (англ. Debunking the Genocide Myth: A Study of the Nazi Concentration Camps and the Alleged Extermination of European Jewry) — сборник работ французского писателя и политика Поля Рассинье, в котором объединены его публикации, посвящённые отрицанию Холокоста. Работы, входящие в сборник, были написаны в период с 1948 года и до самой смерти писателя в 1967 году.
Сборник вышел в США на английском языке (исходные работы Рассинье написаны на французском) в 1978 году в издательстве Noontide Press с предисловием Пьера Хофштеттера и послесловием Марка Вебера из «Института пересмотра истории».

## Автор
Поль Рассинье во время войны был участником французского сопротивления и узником Бухенвальда. После освобождения из лагеря в 1945 году он вернулся во Францию и был избран членом Национального собрания от Социалистической партии. В парламенте он проработал один год. После этого он занялся публицистикой и стал одним из наиболее известных отрицателей Холокоста.
Мировоззрение Рассинье после войны постепенно менялись от анархизма и пацифизма к крайне правым взглядам. Это отразилось в его публикациях. Вначале (в книге «Пересечение черты», 1948) он снимал вину за зверства в концлагерях с нацистов и СС и перекладывал её на самих узников — капо, старших по баракам и так далее и отказывал в достоверности любым свидетельствам очевидцев, которые противоречили его мнению. В 1961 году вышло первое масштабное исследование Холокоста, написанное историком Раулем Хильбергом — книга «Уничтожение европейских евреев». Рассинье в 1964 году в книге «Драма европейских евреев» попытался оспорить выводы Хильберга. Среди прочего он заявил, что газовых камер у нацистов не было, а «миф» о 6 миллионах уничтоженных евреев — «циничная фальсификация», нужная Израилю для получения денег от Германии.

## Содержание
Книга состоит из информации об авторе, введения от Пьера Гофштеттера, трёх частей, пятнадцати глав, четырёх приложений и послесловия Марка Вебера.
Как писала историк из университета Эмори Дебора Липштадт, сочинения Рассинье «представляют собой смесь откровенной лжи, полуправды, цитат, вырванных из контекста, и нападок на „сионистский истеблишмент“».

### Оправдание СС и осуждение узников
В первой части он сосредоточился на деятельности заключённых и нацистской администрации концлагерей и утверждает, что выжившие преувеличивают проблемы, а ответственность за злоупотребления несёт не СС, а заключённые, которым они доверили управление лагерями. Существующую литературу о лагерях он назвал «сборником противоречивых злобных сплетен». Для подрыва доверия к свидетельствам жертв нацизма Рассинье в первые послевоенные годы, пока к ним было массовое сочувствие, не мог приписать им коварные мотивы. Поэтому он объяснял свои утверждения о массовой лжи свидетелей психологическими причинами. Если бы Рассинье отвергал отдельные преувеличения из рассказов выживших, то это было бы нормой, историки не строят свои выводы на отдельных высказываниях, а проверяют их по другим источникам. Однако Рассинье отверг все свидетельства как исторический источник.
Далее Рассинье оспаривает масштабы массовых убийств и утверждает, что политики массового уничтожения не существовало, а те, кто этим занимался, действовали по собственной воле, а не по приказу свыше. Одновременно с этим Рассинье попытался оправдать лагерное начальство. По словам Рассинье, «СС никогда не вмешивалось в лагерную жизнь», а вина за все «эксцессы» и «бесчинства» лежала на самих заключённых. Рассинье договорился до повторения аргументов Геббельса о том, что помещая свои жертвы в концлагеря, нацисты делали это исключительно для того, чтобы «они не могли бы причинить вред новому режиму и где они могли бы быть защищены от общественного гнева». Они хотели не только защитить их, но и «реабилитировать заблудших овец и вернуть их к более здоровому представлению о немецком сообществе». Оправдывая нацистов, он переложил ответственность сначала с высших эшелонов власти, формирующих государственную политику, на низовые структуры СС, а затем уже на самих заключенных. Даже решение отбирать на властные внутрилагерные должности убийц, насильников и прочих преступников, которые затем проявляли жестокость к другим заключённым, Рассинье оправдал «нехваткой персонала» в СС. В итоге он заявил, что эсэсовцы были «в принципе … лучше и … гуманнее».
Липштадт отмечала, что Рассинье, как и остальные представители первого поколения отрицателей Холокоста (Бардеш, Барнз и другие), стремился оправдать нацистов, возлагая на самих евреев вину за «плохое обращение» с ними.

### Отрицание геноцида
Далее фокус внимания Рассинье смещается с защиты СС и сомнений в свидетельствах заключённых на «миф о геноциде». Он утверждал, что обвинение в массовых убийствах с использованием газовых камер и гибель 6 миллионов евреев были выдумкой «сионистского истеблишмента». Выживших жертв он обвинял в «преувеличениях» своих переживаний. Как и другим отрицателям, ему пришлось объяснять признания нацистов, сделанные после войны. По его мнению, они рассказывали то, что хотели слышать от них союзники, а подсудимые на Нюрнбергском процессе, по утверждению Рассинье, рассчитывали таким способом спасти свою жизнь. По оценке Рассинье в период с 1931 по 1945 год Европу покинули, как минимум, 4 419 908 евреев и, как следствие, число погибших составляет всего около 1,5 млн евреев, а не от 5,1 до до 6,3 млн, как считают историки. В Польше к началу войны, по его мнению, находилось 2,664 млн евреев, а не 3,3-3,5 млн как считают историки.
Поскольку вину с выживших и самих нацистов за «неправильную информацию», Рассинье снял, то ему нужно было найти того, на кого эту вину возложить. Он возложил её на еврейских историков и учреждения, которые занимаются исследованиями Холокоста. Если у выживших жертв и нацистов, по мнению Рассинье, были моральные оправдания для обмана, то виновные в мистификации «сионисты» сочиняли и распространяли эту «клевету» о Германии ради получения институциональной, общественной и личной выгоды. Рауль Хильберг, по словам Рассинье, был «нечестен» потому, что сотрудничал с Jewish Encyclopedia Handbooks, Ханна Арендт не заслуживала доверия из-за должности директора по исследованиям в «Конференции по еврейским связям», а создатель американской иудаики, первый глава кафедры еврейской истории в Колумбийском университете Сало Барон был сомнителен из-за своего еврейского происхождения. Чтобы подчеркнуть эту «проблему» Рассинье называл его в своей книге «господин Шалом Барон».
Рассинье придерживался традиционного антисемитского стереотипа о любви евреев к деньгам и поэтому мотивацией для создания «мифа о геноциде» считал исключительно стремление получить деньги, а именно «сделать Германию вечной дойной коровой для Израиля». Рассинье утверждал, что размер выплат от Германии был пропорционален числу погибших, поэтому чем больше трупов, тем больше денег. При этом, по словам Рассинье, по крайней мере четыре пятых из этих шести миллионов «были вполне живы к концу войны». Никаких доказательств для этих утверждений Рассинье не привёл. Липштадт считает, что Рассинье сознательно лгал, поскольку ссылался на документы, в которых содержалась другая информация. В частности, репарации, которые Германия выплатила Израилю, основывались не на численности погибших, а на стоимости переселения и абсорбции евреев, бежавших от нацистов, а также выживших, которые приехали в Израиль после войны. Эта информация была опубликована. Мотив материальной выгоды диктовал правительству Израиля занижать число погибших и завышать число выживших, а не наоборот. Утверждение, что Израиль является главным выгодоприобретателем «мифа о геноциде», стало одним из ключевых в дискурсе отрицателей. По мнению Липштадт, это дало обоснование мотиву «мистификации», связало его с распространённым антисемитским стереотипом о еврейской жадности и усилило враждебность к еврейскому государству.
Одной из главных мишеней Рассинье стал Рауль Хильберг, автор первой всеобъемлющей монографии о Холокосте, изданной в 1961 году. Фальсифицируя цитаты и вырывая их из контекста, Рассинье пытался создать впечатление, что историки противоречат друг другу и поэтому им нельзя доверять. В частности, высказывание Ханны Арендт, где она говорила о 3 млн польских евреев, которые «подвергались резне ещё с первых дней войны», Рассинье «процитировал» как «три миллиона польских евреев были убиты в первый день войны». Эту «цитату» он противопоставил Хильбергу, который якобы утверждал, что «около 2 000 000 польских евреев… были депортированы на смерть в 1942 и 1943 годах». На самом деле Хильберг писал, что «железнодорожная сеть смогла перевезти около 2 000 000 польских евреев на смерть в 1942 и 1943 годах». Хильберг не включал в это число убитых на месте или депортированных иными способами. Сталкивая между собой две по сути вымышленные «цитаты», Рассинье представляет данные историков Холокоста как абсурдные. Аналогичная проблема с оспариванием данных Хильберга по евреям, погибшим в СССР, где Рассинье игнорирует разницу между довоенными и послевоенными территориями, которая обозначена у самого Хильберга.
Следующая проблема, которую рассматривает Рассинье — это угрозы Гитлера в адрес евреев. Его выступление 30 января 1939 года с угрозой «уничтожения еврейской расы в Европе» Рассинье отвергает как неуместное преувеличение, просто публичный вызов, а не реальную угрозу. Аналогичную речь 1942 года, где Гитлер уже говорит не о будущем, а о настоящем, Рассинье отвергает потому, что она не использовалась как доказательство на Нюрнбергском процессе. По этому поводу Липштадт писала, что после смерти Гитлера не было острой необходимости использовать в суде все его выступления. 
При этом письмо президента Всемирной сионистской организации Хаима Вейцмана премьер-министру Великобритании Невиллу Чемберлену 6 сентября 1939 года о том, что «евреи поддерживают Великобританию и будут сражаться на стороне демократий» Рассинье считает «настоящим объявлением войны Германии со стороны еврейства…». Как писал профессор Университета Невады в Лас-Вегасе Джон Циммерман, это стандартная тактика отрицателей Холокоста: за письмо одного еврея отвечают все евреи и это критически важная угроза, а заявление лидера одной из самых мощных стран в Европе — ничего не значащая риторика.

### Антисемитская теория заговора
Описав «миф о геноциде» с целью обвинить Германию в несуществующих преступлениях как результат гигантского еврейского заговора, Рассинье связал это заговор с именем Рафаэля Лемкина — польского еврея, который был юристом в команде главного обвинителя от США на Нюрнбергском процессе Роберта Джексона. Рассинье утверждал, что «в 1943 году национал-социалистическая Германия была впервые обвинена в систематическом массовом уничтожении евреев в газовых камерах» и автором этого утверждения был Лемкин. Рассинье ошибся, как и во многих других вопросах. Впервые в массовом убийстве евреев Германию обвинили в 1942 году и Лемкин не имел к этому никакого отношения. По утверждению Рассинье за всем этим заговором Лемкина, СМИ, которые «с поразительной последовательностью» распространяли утверждение о 6 млн еврейских жертв, еврейских историков и так далее стояли «сионисты». Которые, получив деньги из Германии, стремились к более масштабной и чудовищной цели: контролю над мировыми финансами. Таким образом, как писала Липштадт, Рассинье в своих рассуждениях опирался на антисемитские предрассудки и закончил чисто антисемитской диатрибой.

## Публикация
- Paul Rassinier. Debunking the Genocide Myth, a Study of the Nazi Concentration Camps and the Alleged Extermination of European Jewry (англ.) / Introduction by Pierre Hofstetter, Translated from the French by Adam Robbins. — Los Angeles, California: The Noontide Press, 1978. — 330 p. — ISBN 0911038248.